# Connarus lambertii
Connarus lambertii é uma espécie  de planta com flor pertencente à família Connaraceae.
A autoridade científica da espécie é (DC.) Sagot, tendo sido publicada em Annales des Sciences Naturelles; Botanique, sér. 6, 13: 295–296. 1882.

## Brasil
Esta espécie  é nativa e não endémica do Brasil, podendo ser encontrada na Região Norte. Em termos fitogeográficos pode ser encontrada no domínio da Amazônia.
Não ocorrem táxons infra-específicos no Brasil.